# Hilger van Scherpenberg

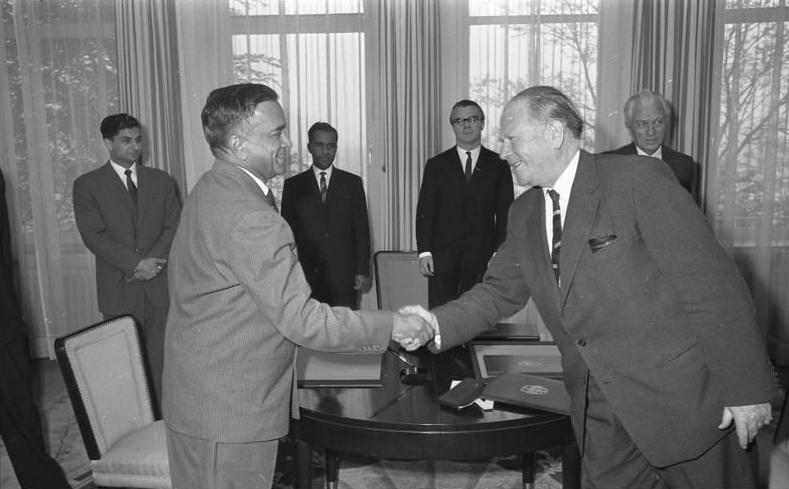
Accord financier avec l'Inde: Hilger van Scherpenberg (à droite) au Ministère des affaires étrangères après la signature d'un accord avec des représentants indiens. (1961)

Albert-Hilger van Scherpenberg, né le 4 octobre 1899 à Munich, mort le 12 septembre 1969 à Hohenpeißenberg, est un diplomate allemand et Secrétaire d'État au Ministère fédéral des affaires étrangères de 1958 à 1961.

## Biographie

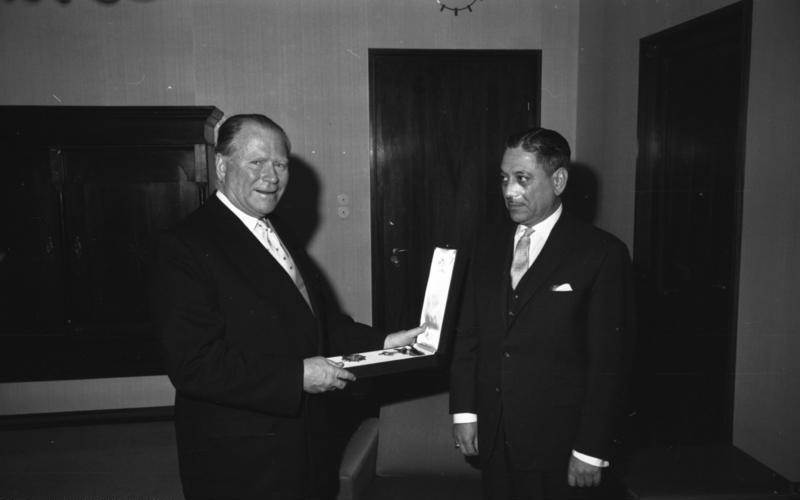
Remise de médaille à Scherpenberg (à gauche)

Après des études de droit, Scherpenberg intègre en 1926 le service diplomatique. Pendant la période du national-socialisme, il est d'abord secrétaire de Légation puis Ministre conseiller et dirige le secrétariat scandinave au sein du département politique commerciale du ministère des affaires Étrangères. Il fait partie du Cercle Solf, groupe de résistance allemande qui prend ce nom après le décès, en 1936, de l'ambassadeur d'Allemagne à Tokyo. À la suite de la trahison de l'indicateur de la Gestapo Paul Reckzeh, van Scherpenberg est condamné le 1er juillet 1944 par le Volksgerichtshof à deux années de prison.
De 1945 à 1949, van Scherpenberg travaille au Ministère bavarois de l'économie, puis au ministère fédéral de l'économie. Il retourne en 1953 à la division de politique commerciale du Ministère des affaires étrangères, où il occupe le poste de Secrétaire d'État de 1958 à 1961. Il est ensuite Ambassadeur de la République Fédérale au Vatican (Saint-siège) jusqu'en 1964.
Van Scherpenberg est le gendre de l'ancien président de la Reichsbank et Ministre du Reich Hjalmar Schacht.